# Colpocephalum zebra
Colpocephalum zebra är en insektsart som beskrevs av Hermann Burmeister 1838. Colpocephalum zebra ingår i släktet Colpocephalum, och familjen spolätare. Arten är reproducerande i Sverige.